# Francisco Antônio de Carvalho Lima Junior
Francisco Antônio de Carvalho Lima Junior, (Itabaiana, 4 de junho de 1859 - Rio de Janeiro, 1 de fevereiro de 1929), foi um poeta e republicano emérito.

## Biografia
Nasceu em Itabaiana em 4 de Junho de 1859 e morreu no Rio Janeiro em 1 de Fevereiro de 1929. Foi republicano emérito e trabalhou pela Proclamação da República nos municípios de Penedo, Triunfo, Traipú, São Brás em Alagoas: em (Vila Nova), hoje Neópolis, Propriá, Gararu, Porto da Folha, em Sergipe. Autor da “Historia dos limites entre Sergipe e Bahia”.
“Desde jovem se revelou sempre um gênio bondoso e altivo.
Inteligência valente, vantajosamente borrifada de vários conhecimentos, pela leitura de gabinete, pois não conquistou a ciência regular, ministrada em alguma faculdade. [...] Trabalhou; lutou; afanou-se; excedeu-se. [...] Ninguém fez mais do (sic) ele em prol da democracia brasileira, em Sergipe.” (GOES, 2005, p. 44-5)
Sendo autodidata, foi um dos mais ilustres homens das letras em nossa terra. A sua afeição à leitura e à escrita levam-nos a dividir sua produção intelectual em: literária (poesia, contos, dramaturgia, biografias, romance) e científica (artigos, escritos históricos e geográficos, políticos); deixando para a posteridade inúmeros artigos em diversos jornais de Sergipe, Alagoas, Bahia, São Paulo e Rio de Janeiro, almanaques sergipanos e livros.
Homem de grande moral, dignidade e altivez não se deixou levar por favores políticos e interesses inidôneos, por isso não foi contemplado como deveria ter sido em seus trabalhos intelectuais (SANTOS, 2002, p. 7-42), mesmo assim, merecidamente, é patrono da Cadeira de nº. 11 da Academia Sergipana de Letras, tendo seu nome inscrito em uma das artérias e escola da sua terra natal. Contudo, isso não exaure a necessidade flamejante de se estudar sua produção historiográfica e literária que dorme em berço eterno.
A produção poética de Lima Júnior das últimas décadas do século XIX está inserida, de acordo com Jackson da Silva Lima, na fase romântica. Segundo o crítico literário, “das diversas tendências poéticas que se sucederam, é impressionante a vitalidade da intuição romântica, a sua sobrevivência parcial ao longo dos tempos, numa espécie de reencarnação literária” (SILVA, 1986, p. 67). Enquanto isso, a nível nacional, os poetas estavam “forrados por ingênuo materialismo e fortes convicções antimonárquicas, pretendiam demolir, á força de versos libertários, os pilares do conservantismo romântico que se ajustara tão bem ao sistema de valores do Segundo Reinado” (BOSI, 1978, p. 244). A marca romântica em Sergipe é visível nos poemas de Lima Junior e o caracterizamos na sua primeira e segunda fase desse movimento literário. Entre os poemas que estão na fase romântica citamos “A Sertaneja” e “Não Olhes”.
O poeta serrano foi inserido na sistematização de Sílvio Romero que estabeleceu quatro grupos distintos os quais teriam um chefe e estariam num mesmo período cronológico. Portanto, na concepção Romeriana, o ilustre poeta serrano faria parte do terceiro grupo de poetas sergipanos. Esse grupo seria chefiado pelo próprio Sílvio Romero e dele participariam além de Lima Júnior, Filinto Elísio do Nascimento, Jason Valadão, Prado Sampaio, Joaquim Fontes e Manoel dos Passos de Oliveira Teles (ROMERO, 2001, p. 13-14).
As produções literárias de Lima Júnior encontram-se esparsas em diversos jornais, almanaques e revistas em Sergipe e outros estados da federação brasileira (NUNES, 2002, p. 292). Neste trabalho, destacamos a obra poética “Pátria”, que foi impressa pela Tipografia Progresso de Porto/Portugal em 1909 e outras poesias, como: Sodoma e Gomorra (1876); Harmonias da Natureza (1882); A Aurora (1882); Ouve-me (1882); Teus Olhos (1882); Combate Interior 1883); Nunca Vi (1888); O vôo da Águia (1888); Ela (1888); Uns Seios (1892) e outras.